# タイワンマス
タイワンマス、台湾鱒(Oncorhynchus formosanus)は、サケ目サケ科Oncorhynchus属に分類される魚類。以前は台湾料理の珍味とされていたが、いまは保護動物であり、主に大甲渓に存続している。

## 名称
日本語の漢字表記は「台湾鱒」であり、台湾語では桜に見える紋様から「桜花鉤吻鮭」と名を付ける。

## 分布
1930年代には七家湾渓・武陵渓・司界蘭渓・有勝渓・南湖渓・合歡渓の大甲渓上流域の6支流に分布していたとされる。1980年代には七家湾渓にのみ分布するようになった。台湾の西側台湾海峡に向かって流下する大甲渓の雪霸国立公園内の標高1800mから2000mの最上流域にのみ限られる。1930年頃には南湖渓、耳無渓などのほか数カ所で生息していたとされるが、現在では七家湾渓の約5kmの区間のみになっている。

## 形態
吻端から尾鰭中央の切れ込みまでの長さは（尾叉長）30センチメートル。ヤマメなどよりもやや小さく、黒っぽい体色。体側面のに9個の斑紋が入り、背面に11 - 13個の黒い斑点が入る。体の側面には、側線状に9個の黒斑（パーマーク）があり、背面よりのは11 - 13個の黒点がある。

## 分類
サクラマスの亜種とする説もある。
北半球に生息するサケ科の魚類中で最も低緯度の地帯（亜熱帯地域）に位置する台湾に生息することから、学術的にも貴重な魚類である。1917年に青木赳雄により発見され、直属の上司の大島正満と魚類学者のデイビッド・スター・ジョーダンにより、1919年に論文発表され、後に記載された。
約5万年前の氷期に台湾海峡を寒流が南下していた頃には遡上していたが、何らかの理由で陸封されて残ったと考えられている。

## 生態

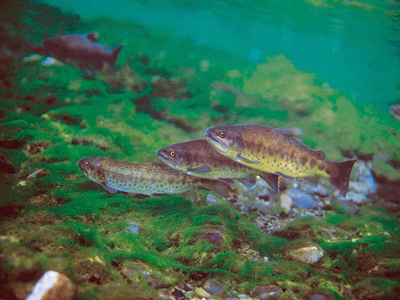
幼魚

生息域の年平均水温は11℃前後、夏場でも16 - 19℃（平均17℃）。生息域の年平均水温は11℃前後、夏場でも16℃から19℃で20℃を超えない環境である。すべてが河川残留型（陸封型）で、水温15℃以下の台湾の河川にのみ分布する。
産卵期は10月中旬から11月中旬で、成熟雌の孕卵数は200 - 500粒、卵化水温は12℃以下が必須条件。
産卵から約20日で発眼し、11月末には孵化する。1年で体長約14cmとなり、雄は当歳魚から成熟し、雌は2年目から成熟開始し産卵をする。4年程度の寿命と考えられている。

## 人間との関係
サラマオマス (Saramao masu) とも呼ばれる（タイヤル族サラマオ村落の鱒」の意）。中国語名として桜花鉤吻鮭などがある。中国語では桜花鉤吻鮭という。
日本による台湾統治時代以前より原住民は食料として利用していたが、小さな魚体を残すため目合いの大きな網を使用する、成熟雌は川に戻すなどの配慮していた。1938年には、台湾総督府は、この魚の希少性を認め天然記念物として保護するため、「他のサケ科魚類の放流の禁止」、「繁殖期の漁獲の禁止」、「河岸から300m以内の樹木の伐採や地形の変更の禁止」、「一部の支流での禁漁」などの施策を実施した。しかし、その後の発電用ダムや砂防ダムの建設、流域山林の開発により1980年代から1990年代初めにかけ急速に減少し、数百尾まで数が減少したとされる。貯砂ダムや砂防ダム建設により、生息数が激減したと考えられている。特に支流に建設された砂防ダムが親魚の移動を妨げた事が、減少の大きな原因になったと考えられている。台湾では1983年に絶滅危惧種として扱われるようになった。生息地は1992年に雪覇国家公園に指定され、1998年に七家湾渓が自然保護区に指定された。

### 台湾における保護への動き
- 1984年 「珍貴稀有動物」に指定
- 1989年 台湾の農業委員会は野生動物保護法にもとづいて絶滅危惧種に指定
- 1997年 雪霸国立公園内の大甲渓上流部にタイワンマス保護所が建設され、同時に生息環境の改善を行い、魚道の整備や放流事業の結果、2002年には4000尾程度まで回復した。
- 2001年 台湾の最高紙幣2,000台湾元札のデザインに採用。
- 2006年 雪覇国家公園タイワンマス生息センター運営開始
- 2020年には10000尾程度まで回復した。